# 専属マネジメント契約
専属マネジメント契約（せんぞくまねじめんとけいやく）とは、芸能人が芸能事務所に所属する際に締結する契約 / 契約書。その芸能人がその芸能事務所のために専属的に芸能活動を行うことを契約する一方、その芸能事務所はその芸能人の芸能活動を支援することを契約する。
契約書のタイトルは、「専属マネジメント契約書」や「専属タレント契約書」とする他、単に「マネジメント契約書」や「タレント契約書」とする場合もある。

## 主な契約条項

### 名称等の使用
芸能事務所が所属する芸能人の活動を支援するため、肖像や芸名を自由に使うことができる契約条項を設けることが多い。また契約終了後も当該芸能人が同じ芸名を使い続ける場合に、旧事務所の許可を得る必要があるとする条項もよく盛り込まれ、この結果移籍に伴い改名を余儀なくされる芸能人も多い。場合によっては本条項を盾に本名の使用すら制限されることがある（例：レプロエンタテインメントによる能年玲奈への差し止め制限）。

### 権利の帰属
所属する芸能人の創作活動、実演活動等により発生した著作権法上の権利は、芸能事務所に帰属するとの条項を設けることが多い。ただし著作権管理団体（JASRAC等）に著作物を信託しているケースでは、マネジメント契約と信託の間で権利のバッティングが起こることがあるため、契約内容に注意を要する。また特に歌手の場合は、いわゆる原盤権・音楽出版権の取扱や、契約終了後のレコーディングに関する制限に関しても協議を行う必要がある。

### 対価
専属料として毎月固定の報酬を支払う。専属料とは別に出演料など出来高を都度支払う。完全出来高制の場合は、契約が一方的と見なされ無効になる場合が多い。
印税収入の分配の他、出演、グッズの販売などにより得られた収入の分配について規定することが多い。
固定給・完全歩合給の如何に関わらず源泉徴収が必要な事業報酬に規定され、支払金額に10%の源泉所得税が天引きされ、翌年の確定申告で精算することとなる。